# Agarodes tuskaloosa
Agarodes tuskaloosa là một loài Trichoptera trong họ Sericostomatidae. Chúng phân bố ở miền Tân bắc.